# Lutter am Barenberge
Der Flecken Lutter am Barenberge ist ein Stadtteil von Langelsheim im Landkreis Goslar in Niedersachsen.

## Geographie
Der Flecken Lutter am Barenberge liegt rund 7 km nordwestlich von Langelsheim im nach ihm benannten Lutterer Becken zwischen den nordwestlichen Ausläufern des Harzes im Süden und dem Höhenzug Hainberg im Norden. Der Ort liegt im Zentrum des Lutterer Sattels.

### Nachbarorte
Der Flecken Lutter am Barenberge grenzt im Uhrzeigersinn im Norden beginnend an Wallmoden, an die Gemeinde Liebenburg, an die Kernstadt Langelsheim sowie an den Ortsteil Hahausen (alle Landkreis Goslar) und an die Stadt Bockenem (Landkreis Hildesheim). Eine kleine unbewohnte Exklave des Fleckens grenzt außerdem im Norden an die Gemeinde Sehlde (Landkreis Wolfenbüttel) und im Süden an Wallmoden.

### Ortsgliederung
Die Ortsteile von Lutter am Barenberge sind Lutter mit Rhode, Nauen mit der Pöbbeckenmühle und Ostlutter.
| Ortsteil                     | Einwohnerzahl |
| ---------------------------- | ------------- |
| Lutter am Barenberge *       | 1.639         |
| Ostlutter                    | 377           |
| Nauen *                      | 309           |
| Flecken Lutter am Barenberge | 2.325         |

(Stand: 30. Juli 2018)

## Geschichte

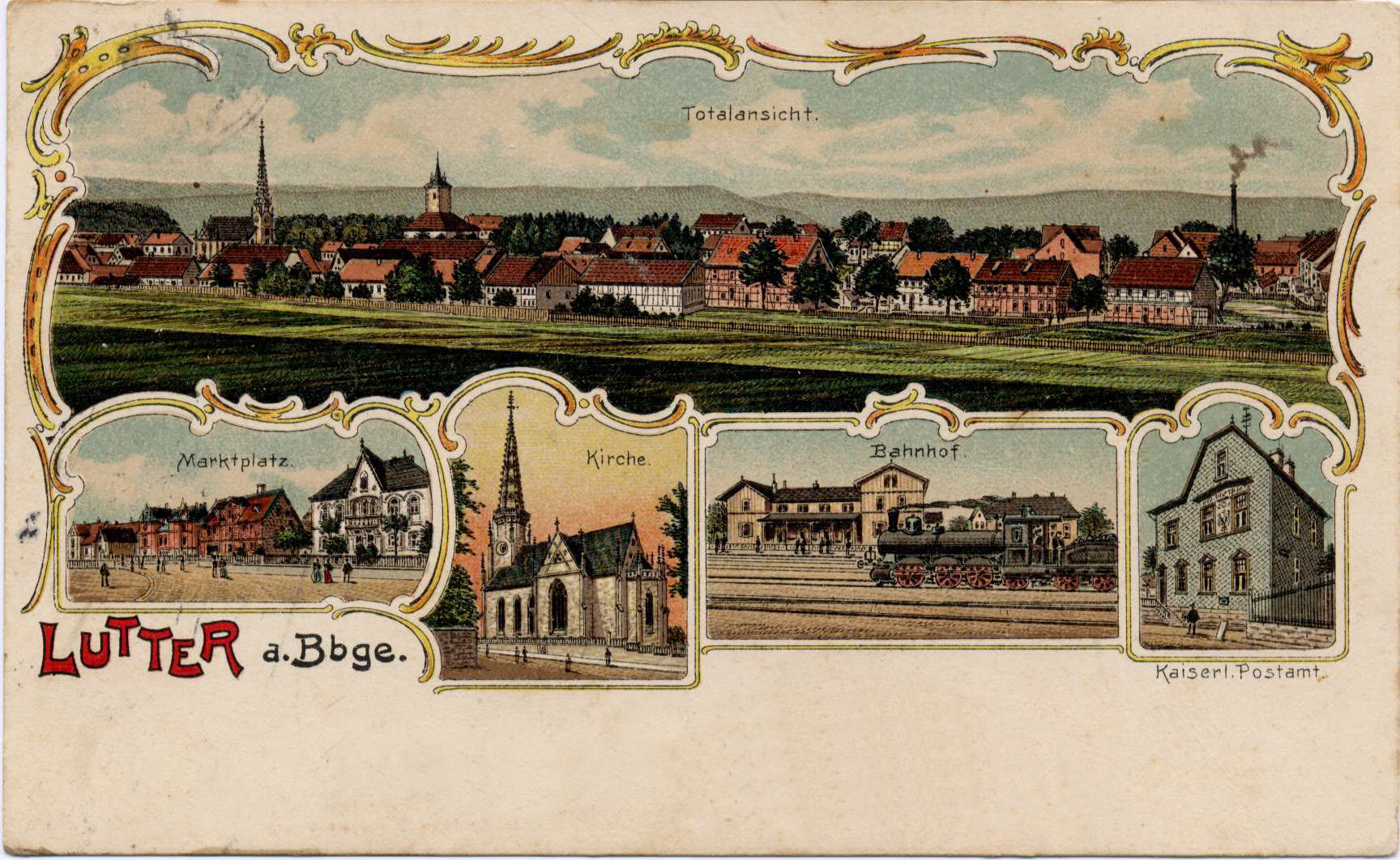
Alte Ansichtskarte von Lutter am Barenberge

Lutter am Barenberge wurde 956 von Otto dem Großen als Teil des Stifts Gandersheim unter dem Namen Lutter gegründet. Der Name leitet sich vom Flüsschen Lutter ab, das hier fließt. Der heutige Namenszusatz am Barenberge tauchte bereits 1345 auf und diente der Unterscheidung von Lutter am Elm, das erst ab dem 14. Jahrhundert Königslutter hieß. Mit dem Barenberg ist der Burgberg direkt südlich des alten Ortskerns gemeint: Die niederdeutsche Ortsbezeichnung „Barberg“ ist gleichbedeutend mit dem hochdeutschen Wort „Burgberg“. Früher dachte man offenbar, damit wäre die nordwestliche Ecke des Harzes gemeint, die einige Kilometer südlich von Lutter liegt. Dort gibt es drei Gipfel mit dem Namen Bakenberg, den 321 m ü. NN hohen Kleinen Bakenberg, den 472 m ü. NN hohen Unteren Großen Bakenberg und den 526 m ü. NN hohen Oberen Großen Bakenberg. In der Zeit des Mittelalters während der Zugehörigkeit des Ortes zum Bistum Hildesheim wurde der Ort auch Bischofslutter genannt.
Während der Hildesheimer Stiftsfehde 1523 fielen Lutter und die Burg Lutter endgültig an das Fürstentum Braunschweig-Wolfenbüttel, nachdem sie zuvor ständiger Zankapfel zwischen Braunschweig und dem Hochstift Hildesheim gewesen waren. Der heutige Gemeindeteil Ostlutter jedoch blieb beim Hochstift Hildesheim und kam 1814 zum Königreich Hannover und mit diesem 1866 zu Preußen, war also bis zur Umgliederung des Landkreises Goslar an das Land Braunschweig im Jahr 1941 von Lutter durch eine Landesgrenze getrennt.
1626 fand nahe dem Ort die Schlacht bei Lutter am Barenberge statt. In einem blutigen Gemetzel besiegte Tilly die Truppen des Königs von Dänemark. Dies führte zu einer Wende im Dreißigjährigen Krieg.
Zur Darstellung der Postgeschichte siehe: Postgeschichte von Lutter am Barenberge
Am 1. März 1974 wurden die Gemeinden Nauen und Ostlutter eingegliedert. Am 1. November 2021 ging die Gemeinde Lutter am Barenberge als Stadtteil in der Stadt Langelsheim auf. Die Ortsteile Ostlutter und Nauen wurden zu Ortschaften, der Stadtteil trägt den Namen Flecken Lutter am Barenberge.
Einwohnerentwicklung
| Jahr | Einwohner |
| ---- | --------- |
| 1821 | 1840      |
| 1848 | 2557      |
| 1871 | 2618      |
| 1885 | 2721      |
| 1905 | 2558      |
| 1925 | 2205      |
| 1933 | 2245      |
| 1939 | 2209      |
| 1946 | 3873      |

| Jahr | Einwohner |
| ---- | --------- |
| 1950 | 3795      |
| 1956 | 3197      |
| 1961 | 2956      |
| 1968 | 2792      |
| 1970 | 2812      |
| 1975 | 2681      |
| 1980 | 2588      |
| 1985 | 2584      |
| 1990 | 2612      |

| Jahr | Einwohner |
| ---- | --------- |
| 1995 | 2541      |
| 2000 | 2529      |
| 2005 | 2409      |
| 2010 | 2297      |
| 2017 | 2313      |
| 2018 | 2310      |
| 2019 | 2302      |

Einwohnerentwicklung von Lutter am Barenberge von 1821 bis 2018 nach nebenstehender Tabelle

(Ab 1968 Stand jeweils zum 31. Dezember)

## Religionen

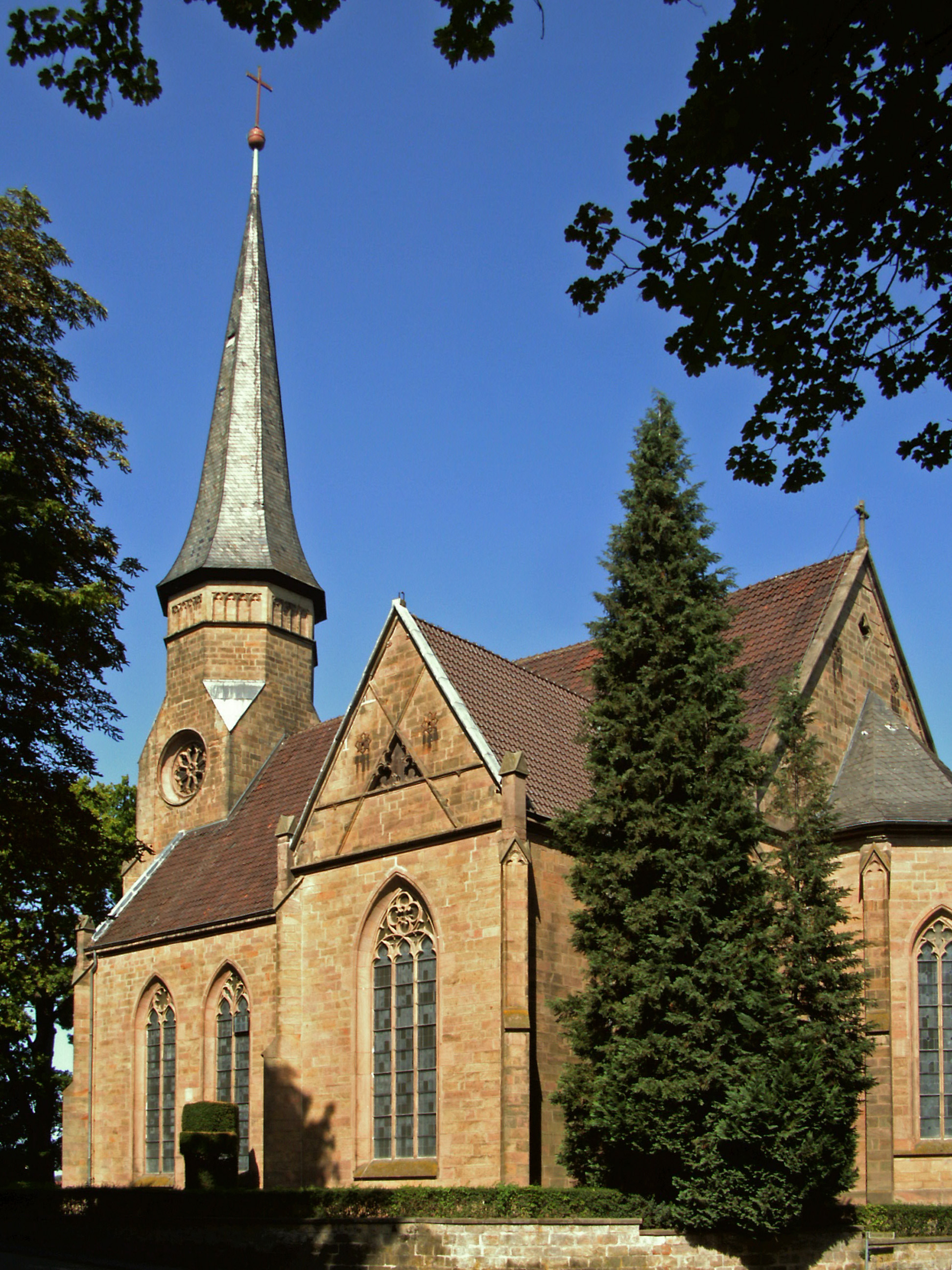
Evangelische St.-Georgskirche

### Evangelisch-lutherisch
Auf einem Stich von Merian ist neben der Burg Lutter die erste bekannte Kirche des Ortes abgebildet, diese war 1539 erbaut worden. Mitte des 19. Jahrhunderts musste diese wegen Einsturzgefahr abgerissen werden, der Nachfolgebau, die heutige St.-Georgskirche, wurde am 4. Advent 1869 eingeweiht. Zum Bau der Kirche wurde Lutter-Sandstein der nahen Steinbrüche bei Ostlutter verwendet. Da dieser aber stark verwitterte, musste der Turmhelm 1953 wegen Einsturzgefahr abgebrochen und ersetzt werden. Bei den Renovierungsarbeiten von 1990 bis 1996 wurden im Innenraum der Kirche die Fenster restauriert und die ursprünglichen Decken- und Wandmalereien wiederhergestellt.
Die Glocken der Kirche zählen zu den ältesten in der Region. Bei der kleinsten der drei Glocken, sie wiegt 83 kg, handelt es sich um eine Bienenkorbglocke, die in der Mitte des 12. Jahrhunderts gegossen worden war. Wegen ihrer Inschrift wird sie Ribernus-Glocke genannt – Ribernus war ein Priester, der im 10. Jahrhundert in Lutter gewirkt haben soll. Die beiden anderen Läuteglocken wurden 1170 gegossen.
Die Orgel wurde im Jahr 1869 von der Orgelbaufirma Gebrüder Euler gebaut, das Taufbecken wurde von dem Bildhauer Scheppelmann gestaltet. Der dazu verwendete Stein stammt aus einem Steinbruch bei Eilsdorf.
Seit dem 1. Januar 2012 bildet die evangelische Kirchengemeinde St. Georg in Lutter zusammen mit den Gemeinden in Hahausen, Nauen, Neuwallmoden und Ostlutter den Pfarrverband St. Trinitatis Neiletal.

### Römisch-katholisch
Im Jahr 1946 wurde in Lutter eine katholische Pfarrvikarie errichtet, 1961 folgte der Bau der Kirche St. Martin. 2008 wurde die Kirche profaniert, heute befindet sich die nächstgelegene katholische Kirche in Salzgitter-Ringelheim.

## Politik

### Ehemaliger Gemeinderat
Der Gemeinderat setzte sich nach der Kommunalwahl am 11. September 2016 folgendermaßen zusammen:
| ehemalige Sitzverteilung im GemeinderatInsgesamt 13 Sitze - SPD: 8 - FDP: 1 - CDU: 4 |

### Ortsrat
Der Ortsrat, der den Flecken Lutter am Barenberge erstmals seit dem 1. November 2021 vertritt, setzt sich aus sieben Mitgliedern zusammen. Die Ratsmitglieder werden durch eine Kommunalwahl für jeweils fünf Jahre gewählt. Das Ergebnis wird mit dem der letzten Gemeinderatswahl 2016 verglichen.
Bei der Kommunalwahl 2021 ergab sich folgende Sitzverteilung:
| Ortsrat 2021Insgesamt 7 Sitze - SPD: 4 - Grüne: 1 - CDU: 2 |

### Ortsbürgermeister
Ortsbürgermeisterin ist Karin Rösler-Brandt (SPD), die bereits von 2016 bis 2021 als Bürgermeisterin des Fleckens Lutter am Barenberge amtierte.

### Wappen
Blasonierung: „Geteilt von Rot und Gold; oben ein goldener Wolfskopf, unten eine heraldische rote Rose.“ Die Farben Gold-Rot beziehen sich, wie auch der von Bischofslutter abgeleitete Name, auf das Stift Hildesheim, wobei Gold-Rot die Stiftsfarben darstellen. Die Genehmigung erhielt das Gemeindewappen 1963 vom Präsidenten des Verwaltungsbezirks Braunschweig. Der Wolf spielt auf das ausgestorbene Geschlecht der Herren von Lutter an, welche in ihrem Schild einen über eine Rose springenden Wolf führten. Die Rose fand unverändert Eingang in das heutige Gemeindewappen, den Wolf wurde jedoch gemindert. Um keine Verwechslungen mit dem Wappen des Landkreises Peine und der Stadt Peine einzugehen, wurde nur der Kopf des Wolfes beibehalten.

## Kultur und Sehenswürdigkeiten

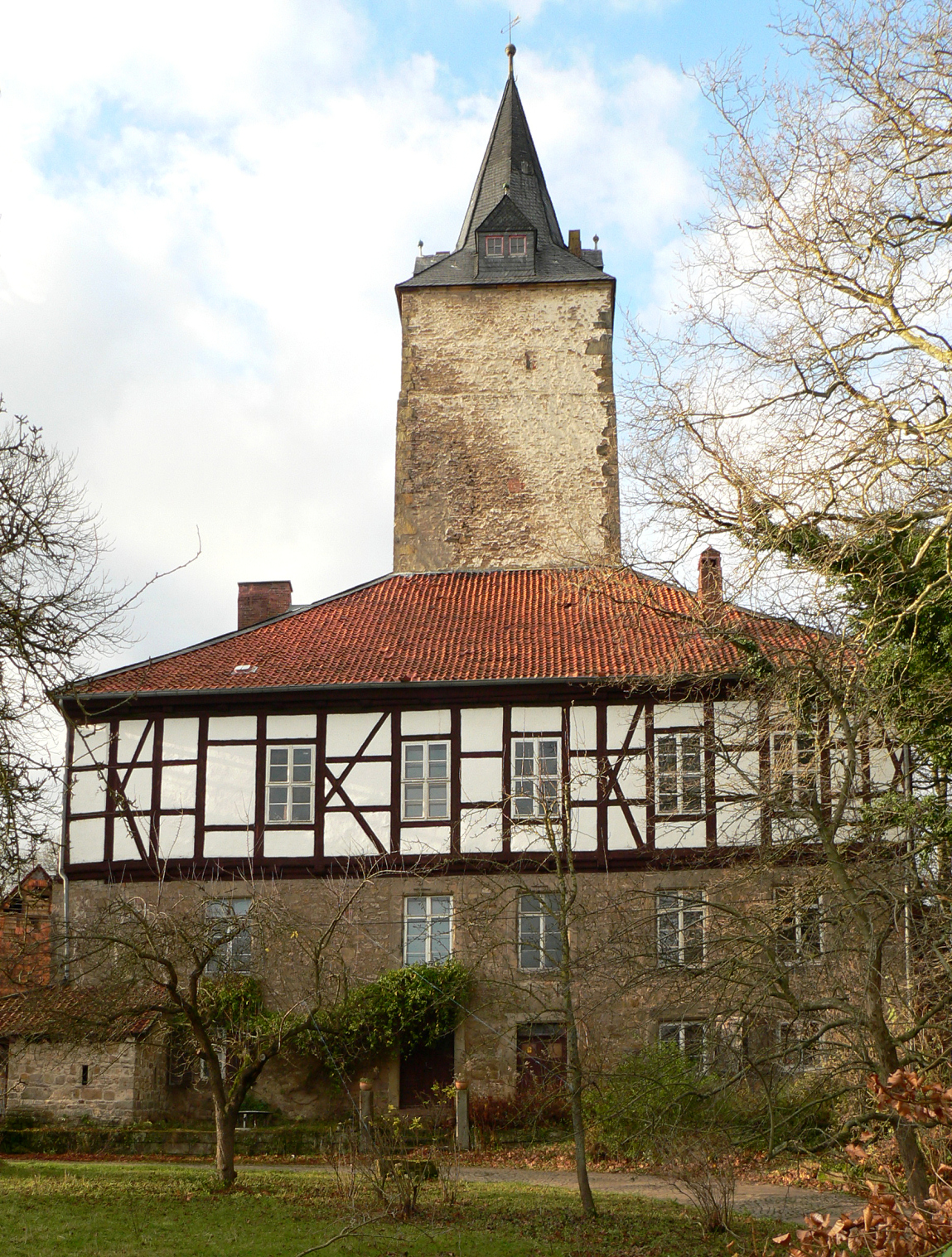
Bergfried und Amtshaus der Burg Lutter

Die 1259 erstmals erwähnte Burg Lutter war ursprünglich eine Wasserburg. Heute zeugen aus mittelalterlicher Zeit der Burg Lutter noch ein hoher Bergfried und ein vierstöckiger gotischer Palas. Das Burggelände ist von Wirtschaftsbauten eingefasst, die einen großen Innenhof bilden. Nach dem Dreißigjährigen Krieg diente die Burg über Jahrhunderte bis 1964 als landwirtschaftliche Domäne. Die letzten Pächter waren Heinrich Böhle (1932–1945) und sein Sohn Walter Böhle (1945–1963). Danach wurde sie zunächst durch die Braunschweigische Domänenkammer selbst verwaltet und schließlich an ein Bauunternehmen verkauft. Seit 1980 ist eine anarchistische Kommune mit verschiedenen kleinen Werkstätten Eigentümer der nach diversen Teilabrissen verbliebenen Rest-Anlage, die vorwiegend aus den historischen Gebäuden besteht.

## Wirtschaft und Infrastruktur

### Verkehr
Durch Lutter am Barenberge verläuft die B 248 von Seesen nach Salzgitter. Über die Anschlussstellen Seesen, Rhüden und Bockenem ist Lutter an die A 7 angeschlossen.
Zur Entwicklung des Postwesens in Lutter am Barenberge siehe: Postroute Braunschweig-Göttingen.
Durch Lutter verlaufen die Buslinien 650 (in Richtung Salzgitter), 655 (Seesen), 833/834 (Langelsheim) und 852 (Liebenburg), die durch den Verkehrsbetrieb Harzbus GbR bedient werden.

#### Bahnhof
Lutter am Barenberge besaß etwa einen Kilometer westlich des Ortes an der Bahnstrecke Börßum–Kreiensen einen Bahnhof mit mehreren Gleisen und Bahnsteigen für den Personenverkehr. Der Bahnhof wurde am 27. Mai 1989 letztmals durch einen Reisezug bedient und danach aufgelassen und alle Anlagen bis auf das durchgehende Hauptgleis zurückgebaut. Der Neubau der Passagieranlagen wurde im Jahr 2015 durch die DB Station&Service untersucht und aufgrund eines zu geringen erwarteten Passagieraufkommens abgelehnt.
Das ehemalige Empfangsgebäude wurde verkauft.

### Öffentliche Einrichtungen
Die Freiwillige Feuerwehr Lutter wurde im Jahre 1875 gegründet und verfügt als Stützpunktfeuerwehr über ein Mannschaftstransportfahrzeug, ein Tanklöschfahrzeug und ein Löschgruppenfahrzeug. Neben ihr sorgen die, mit Grundausstattung ausgerüsteten, Ortsfeuerwehren in Nauen und Ostlutter für den Brandschutz und die allgemeine technische Hilfeleistung. Zudem hat Lutter einen Polizeiposten.

### Bildung
In Lutter gibt es einen Kindergarten sowie eine Grundschule.

## Persönlichkeiten
Söhne und Töchter des Fleckens
- Franz Ernst Siemens (1781–1854), Amtmann und Erfinder
- Franz Fuhse (1865–1937), Kunsthistoriker, Konservator und Museumsleiter
- Wilhelm Fuhse (1871–nach 1937), deutscher Reichsgerichtsrat